# Meadowlakes (Teksas)
Meadowlakes je grad u američkoj saveznoj državi Teksas. Prema popisu stanovništva iz 2010. u njemu je živjelo 1.777 stanovnika.